# علي سالم
علي سالم (وُلد 1936 - 22 سبتمبر 2015) كاتب ومسرحي مصري. تشمل أعماله 15 كتاباً و27 مسرحية أغلبيتها روايات ومسرحيات كوميدية وهجائية، كما نشر تعليقات وآراء سياسية خاصةً بشأن السياسة المصرية والعلاقات بين العالم العربي وإسرائيل.
وُلد سالم في مدينة دمياط بشمالي مصر في 13 يناير 1936. كان والده شرطيا يكسب بالكاد ما يكفي لإعالة أسرته. برغم الفقر الذي عانت منه عائلته، حاز سالم على تعليم ممتاز خاصة في مجال الأدب العربي والعالمي. توفي أبوه في العام 1957 عندما كان سالم في 21 من عمره، مما أدى إلى إعفائه من الخدمة العسكرية كي يستطيع إعالة أسرته. كان أخوه قد سقط في حرب 1948. بدأ علي سالم نشاطه بالتمثيل في عروض ارتجالية بدمياط، بلد نشأته في خمسينات القرن الماضي. ثم عمل بعدّة فرق صغيرة، قبل أن يعيّن في مسرح العرائس ويتولى مسؤولية فرقة المدارس ثم فرقة الفلاحين.
أول مسرحياته التي قدمته كاتبا محترفا كانت ولا العفاريت الزرق، ثم كتب مسرحية حدث في عزبة الورد، ليقدمها ثلاثي أضواء المسرح جورج وسمير والضيف، بعد بروفات 9 أيام فقط، واستمر العرض 4 أشهر في سابقة من نوعها في وقتها.

## من أعماله
في 1963 كتب مسرحيته الأولى، «الناس اللي في السماء الثامنة»، حيث تم إصدارها في 1966. وهي مسرحية شبه هجائية تروي حكاية كوكب يخضع لسيطرة ملك وطاقم من العلماء الذين يؤمنون بأن الحب مرض يجب علاجه بإزالة «غدد الحب» من أجسام الأطفال. وينظم الواقعون بالحب انقلابا برئاسة وزير الطب لتلك المملكة.
كانت مسرحياته اللاحقة «أثقب» من ناحية النقد السياسي، من بينها «الرجل اللي ضحك على الملائكة» (1966)، «أنت اللي قتلت الوحش - كوميديا أوديب» (1970). أما المسرحية التي اشتهر بها في أنحاء العالم العربي فهي الكوميديا «مدرسة المشاغبين» التي تروي حكاية معلمة للفلسفة تحاول تأديب صف من التلاميذ المشاغبين.
برز علي سالم في دعمه المبادرة السلمية التي قام بها الرئيس المصري محمد أنور السادات في نوفمبر 1977 بشأن السلام بين العرب وإسرائيل، ولكنه لم يزر إسرائيل حتى سنة 1994 بعد التوقيع على اتفاقية أوسلو الأولى. سرد سالم أحداث رحلته ولقاءاته مع إسرائيليين في كتاب رحلة إلى إسرائيل. بعد صدوره في مصر تم ترجمة الكتاب إلى اللغتين العبرية والإنكليزية حيث صدر أيضا في إسرائيل وفي بلدان أخرى.
منذ زيارته إلى إسرائيل كان سالم من أشد المؤيدين للتطبيع مع إسرائيل من بين الأدباء العرب، ولم يتنازل عن موقفه هذا بالرغم من الإدانات التي نشرت ضده في الصحف والمجلات المصرية والتي انتهت بمحاولة لطرده من جمعية الأدباء المصرية وقد فشلت المحاولة لأسباب قضائية، ولكن الأجواء العدائية تجاه سالم ما زالت سائدة بين عدد من زملائه.
في يونيو 2005 قررت جامعة بن غوريون في النقب، الواقعة في مدينة بئر السبع جنوبي إسرائيل، منحه دكتوراه فخرية. أما السلطات المصرية فمنعته من الخروج من مصر لحضور الحفل في بئر السبع دون أن تعلن السبب لذلك. أعرب سالم والجامعة الإسرائيلية عن عدم ارتياحهما لمعاملة السلطات المصرية معه.
فاز بجائزة الشجاعة المدنية والتي تقدمها مؤسسة تراين الأمريكية، وقيمتها 50 ألف دولار أمريكي وتسلمها يوم الأربعاء 19 نوفمبر 2008 بمقر إقامة السفير الأمريكي في لندن.

## عناوين
- الناس اللي في السماء الثامنة (1963)
- ولا العفاريت الزرق
- الرجل اللي ضحك على الملائكة (1966)
- حدث في عزبة الورد
- طبيخ الملائكة
- أنت اللي قتلت الوحش - كوميديا أوديب (1970)
- مدرسة المشاغبين
- عفاريت مصر الجديدة
- الملوك يدخلون القرية
- العيال الطيبين
- أولادنا في لندن
- بكالوريوس في حكم الشعوب
- عملية نوح
- رحلة إلى إسرائيل (1994)
- الكلاب وصلت المطار (1996)
- خشب الورد
- البترول طلع في بيتنا
- البوفيه
- بير القمح
- أغنية على الممر
- الكاتب في شهر العسل
- الكاتب والشحات
- المتفائل
- الملاحظ والمهندس

## وصلات خارجية
- علي سالم على موقع الدهليز
- علي سالم على موقع قاعدة بيانات الأفلام العربية
- يحكمون الحصار حول علي سالم وهو يكسره بشريط مسجل» صحيفة «الشرق الأوسط» الصادرة في لندن، 21 يونيو 2006
- يكشف المستور لـ (مجلة الجزيرة) سر نجاح (مدرسة المشاغبين).. الرئيس عبد الناصر مجلة «الجزيرة» السعودية، 13 سبتمبر 2005.